# 御厨明
御厨 明（みくりや あくる、年齢非公開）は日本の脚本家、演出家、小説家。劇団・芝居命（げきだん・シヴァイタル）代表。

## 経歴・人物
2015年に設立された劇団・芝居命で、脚本・演出・演者として活動。旗揚げ公演より取り扱ってきた作品のノベライズや、音声ドラマ、ボイスサンプル台本の執筆も行っている。2019年、『祖母との事』『青色の硝子玉』『ふしぎなユメちゃん』などの作品を「げんごや」にて公開。2020年には『かいじゅうがやってきた』『女王様と魔法の鏡』がオーディオブック化、「LisBo（リスボ）」で配信される。妖怪・漫画・声優に傾倒している。

## 公演リスト
- 秋空メルヘン (2016年)
- マユ (2017年)
- 葬愛 (2018年)
- 平成百鬼夜行 (2019年4月)
- I,マイ 論理ネス (2019年9月)
- メリーナイトメア (2020年)
- 姑獲鳥の仔 (2021年)
- 空を想う (2022年)
- 明憑奇談 (2023年)

## 作品リスト
- 祖母との事
- ポスト
- かいじゅうがやってきた
- いちにち
- 青色の硝子玉
- ふしぎなユメちゃん
- 真っ白な猫
- 偽文学
- 甘いコーヒー
- 女王様と魔法の鏡
- 明日は結婚記念日
- ミート・アゲイン～ある焼肉屋での風景～
- 妖怪道中・華絵巻
- 秋空メルヘン～お伽噺へようこそ～
- 『雙生隅田川』朗読部分 髙橋亘舞台生活五十周年記念能公演[4][5]
- とある少女の物語[6]
- 聖鐘騎士リヨン (音声ドラマ)